# Rhopaloscelis bifasciatus
Rhopaloscelis bifasciatus är en skalbaggsart som beskrevs av Ernst Gustav Kraatz 1879. Rhopaloscelis bifasciatus ingår i släktet Rhopaloscelis och familjen långhorningar. Inga underarter finns listade i Catalogue of Life.